# Kasse

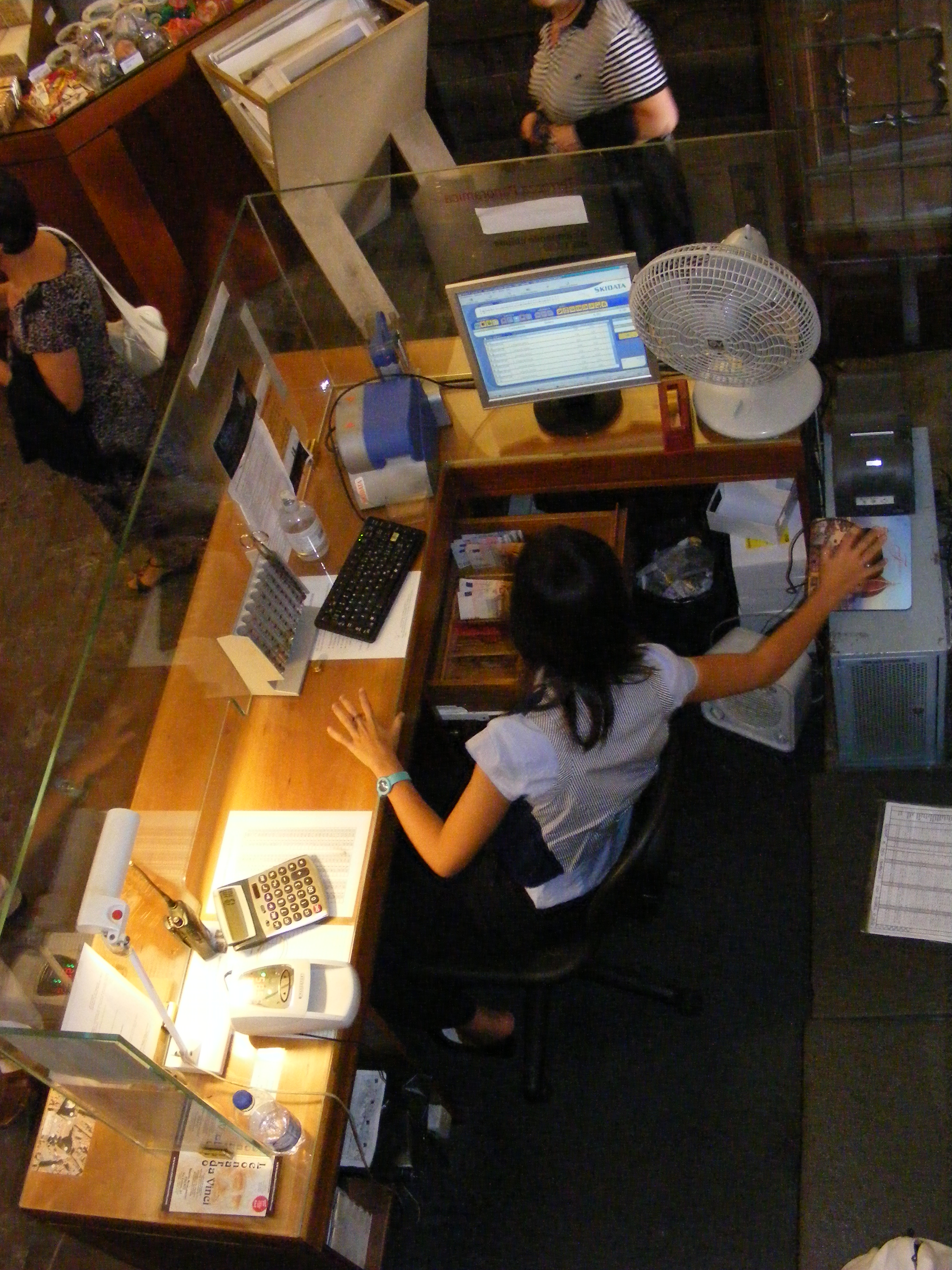
Kassiererin am Kassenschalter einer Sehenswürdigkeit in Florenz

Kassenhäuschen im städtischen Hallenbad Elisabethhalle in Aachen

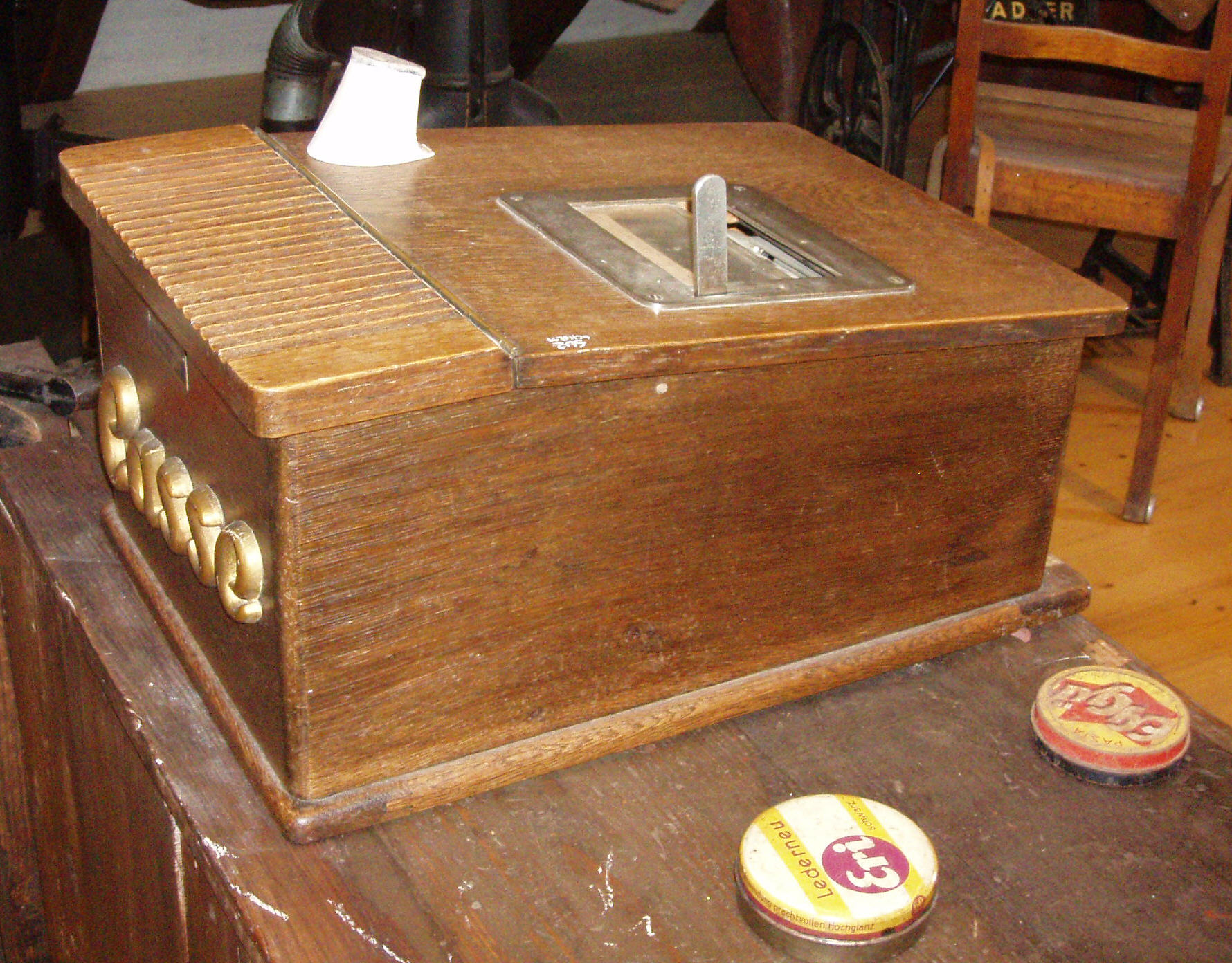
Hölzerne „Casse“ einer alten Schusterwerkstatt, ausgestellt im Museum unter der Yburg

Kasse (in Österreich auch Kassa; englisch cash register, cash point) ist der Sammelbegriff für alle Geräte, Funktionen, Konten oder Stellen in Wirtschaftssubjekten, die mit Zahlungsvorgängen befasst sind.

## Allgemeines
Das Wort Kasse ist der Bezeichnung für „Kasten, Kiste“ (lateinisch cassa) entlehnt, das wiederum aus dem Verb für „fassen, (in sich) aufnehmen“ (lateinisch capere) stammt. Es wird heute nicht nur als Behälter für Bargeld verwendet, sondern der Begriff „Kasse“ ist ein Sammelbegriff für alle Funktionen, Konten, Stellen, Komposita (wie Krankenkasse, Sparkasse, Versorgungskasse) oder umgangssprachliche Formulierungen wie bei „Kasse machen“.
Wirtschaftssubjekte (Privathaushalte, Unternehmen, Behörden) müssen organisatorische Vorkehrungen treffen, wenn sie häufig in Verbindung mit Bargeld stehen. Die Intensität der Bargeldzahlungen wird hierbei anhand der Barzahlungsquote (Anteil der Barzahlungen an sämtlichen Zahlungen) gemessen. Am höchsten ist die Barzahlungsquote im Einzelhandel Deutschlands, wo 2016 insgesamt 51,3 % aller Zahlungen durch Bargeld geleistet wurden.

## Organisation
Die Kasse als Gerät ist die Registrierkasse, welche in ein Kassensystem eingebunden sein kann. Die mobile Kasse ist Teil eines Kassensystems, weil sie keine Bargeldbestände aufnehmen kann. Besondere Arten von Kassen sind die heute üblichen Scannerkassen, unter anderem die kassiererlose SB-Kasse (Selbstbedienungskasse), bei welcher der Käufer die Waren selbst einscannen muss (englisch self-scanning) und am Automaten bezahlt, wie auch die Schnellkasse, eine reservierte Kasse für Käufer mit einer geringen Anzahl von Warenartikeln.
Funktional erfüllen die Kassierer(innen) die Aufgabe der Kassenführung, indem sie mit Zahlungsvorgängen wie Barauszahlung oder Bareinzahlung (auch durch Geld- und Kreditkarten sowie Schecks) betraut sind. Das Wort Kassierer(in) ist das aus Kasse gebildete Nomen Agentis. Im Einzelnen wird Bargeld entgegengenommen, geprüft, das Rückgeld oder gegebenenfalls auch Pfandgeld herausgegeben und bis zur Abrechnung sicher aufbewahrt. Schecks werden geprüft und bis zur Abrechnung abgelegt. Geld- und Kreditkarten werden automatisch eingelesen, die Identität des Inhabers durch dessen Unterschrift oder PIN geprüft. Nach Abschluss des Zahlungsvorgangs erhält der Kunde eine ausgedruckte Quittung, auf der die Steueranteile ausgewiesen sind. Typische Bareinzahlungen sind die Gegenleistungen aus Geschäften mit Kunden und Auffüllungen des Kassenbestandes, Barauszahlungen gibt es etwa bei Gutschriften als Korrektur einer Rechnung zu Gunsten des Leistungsempfängers etwa infolge einer Mängelrüge (Minderung des Kaufpreises).
Die Stelle als Arbeitsplatz heißt schlicht „Kasse“, „Kassenhalle“ oder „Kassensaal“, bei Kreditinstituten ist sie Teil des Schalters (Autoschalter, Kassenschalter). Das Kassenkonto heißt in der Bilanzierung Kassenbestand (eine Bilanzposition gemäß § 266 Abs. 2 lit. B IV HGB), einem aktiven Bestandskonto, bei dem die Barauszahlung als Abgang und die Bareinzahlung als Zugang registriert wird. Hierüber wird ein Kassenbuch geführt, das als Hauptbuch sämtliche Transaktionen festhält. Vor allem im Einzelhandel oder in der Gastronomie wird über Bareinzahlungen ein Kassenbon oder eine Quittung ausgestellt. Die ordnungsgemäße Kassenführung ist gemäß § 158 AO auch Voraussetzung für die Besteuerung. Die Kassenaufsicht überwacht das ordnungsgemäße Funktionieren, dem Kassenprüfer obliegt die Aufgabe, den täglichen Endbestand des Kassenbuchs mit dem tatsächlichen Bargeldbestand zu vergleichen (Kassenprüfung). Besteht ein Unterschied zwischen beiden, spricht man von der Kassendifferenz.
Im Selbstbedienungs-Einzelhandel dient die Kassenzone oftmals als bevorzugter Verkaufsort (englisch Point of Sale, abgekürzt POS) für kleinteilige Mitnahmeartikel wie Tabakwaren oder Quengelware wie Kaugummi oder Schokoriegel wegen des dort besonders wirksamen psychologischen Reiz-Reaktions-Mechanismus und zur Diebstahlsvermeidung.

## Schwarze Kasse
Die „Schwarze Kasse“, „Sonderkasse“ oder „verdeckte Kasse“ ist ein umgangssprachlicher Ausdruck für eine Schattenwirtschaft, bei der Bareinzahlungen und Barauszahlungen ohne Buchung und ohne Beleg oder Buchgelder mit Verschleierung des Auftraggebers und/oder Zahlungsempfängers vorkommen und in der Buchhaltung nicht oder manipuliert erscheinen.

### Begriff
Bereits im März 1937 definierte das Reichsgericht (RG): „Unter schwarzen Kassen werden gemeinhin vor der Öffentlichkeit, vor dem Vermögensinhaber selbst oder vor zuständigen Stellen geheim gehaltene Konten oder auch Bargeld verstanden, in denen Gelder des jeweiligen Vermögensträgers angesammelt werden, um im Anschluss im wirklichen oder vermeintlichen Interesse des Vermögensinhabers verwendet zu werden“. Um eine schwarze Kasse handelt es sich, „wenn ein Täter ihm zur Verwaltung anvertraute Gelder pflichtwidrig auf ein Sonderkonto abzweigt und dieses vor dem Vermögensinhaber verborgen hält, um jedoch in Zukunft das geheime Vermögen im Interesse des Inhabers nutzbringend zu verwenden“. Bei der Führung schwarzer Kassen werden die Merkmale der Pflichtverletzung, die Geheimhaltung der Kassen gegenüber Dritten und die eigennützige Verwendung erfüllt. Eine schwarze Kasse besteht aus Geldern, die unter Missachtung bestimmter Pflichten verborgen gehalten werden, und deren beabsichtigte Verwendung in Beziehung zur beruflichen oder sonst aufgabenbezogenen Tätigkeit desjenigen steht, der die Gelder verbirgt. Sie umfasst alle Gelder, die zwecks Erlangung der alleinigen Verfügungsmacht vor dem Treugeber verborgen werden, insbesondere Konten und Depotkonten aller Art oder „Geldspeicher“ bzw. „Geldreserven“, die außerhalb des Amts- oder Geschäftsbereichs des Täters bei Dritten zu dessen Verfügung gehalten werden.

### Täterkreis
Schwarze Kassen kommen in der öffentlichen Verwaltung, bei politischen Parteien oder Wirtschaftsunternehmen vor.
Schwarze Kassen galten als eigenmächtige Zweckentfremdung (oder Zweckänderung) von Mitteln der öffentlichen Hand. Sie entstanden ersichtlich erstmals im Haushaltswesen. Der spektakuläre Kölner Müllskandal begann nach der Ausschreibung der Aufträge zum Bau einer Restmüllverbrennungsanlage, für die mehrere Firmen Angebote abgaben; sie stellten teilweise auch die Zahlung von Schmiergeldern zwischen 2 % und 3 % des Auftragsvolumens bei Auftragsvergabe in Aussicht. Eine stadteigene Gesellschaft bezahlte die vereinbarte Auftragssumme (792 Mio. DM) einschließlich des darin enthaltenen Schmiergeldanteils (21,6 Mio. DM) bis August 2000 fast vollständig an den Ausschreibungsgewinner, der die Schmiergelder weiterleitete. Ein Geschäftsführer einer GmbH und ein Vorstand einer AG können sich wegen Untreue strafbar machen, wenn sie unter Verstoß gegen § 43 Abs. 1 GmbHG bzw. § 93 Abs. 1 AktG und unter Verletzung von Buchführungsvorschriften eine schwarze Kasse im Ausland einrichten. Täter war der Vorstand Hellmut Trienekens, der zur Finanzierung so genannter „nützlicher Aufwendungen“ beschloss, außerhalb der Buchhaltung des Trienekens-Konzerns eine „Kriegskasse“ bei einer Briefkastengesellschaft in der Schweiz einzurichten.
Die im Oktober 2017 aufgedeckte schwarze Kasse in der deutschen Botschaft in Paris repräsentierte ein „System nicht deklarierter Barzahlungen“. Die schwarze Kasse diente dazu, Überstunden von Hauspersonal ohne Abzüge zu bezahlen. Gezahlt wurde stets dann, wenn Unternehmen oder sonstige Kunden Räume des Hôtel Beauharnais – der noblen Botschafter-Residenz – für Empfänge mieteten und das botschaftseigene Personal dazu Dienst tat. Zuweilen werden auch Schattenhaushalte als schwarze Kassen tituliert, weil sie die tatsächliche Haushaltslage verschleiern.
Die Parteienfinanzierung erfolgt unter anderem aus Parteispenden, welche im Parteiengesetz (PartG) ausdrücklich erlaubt sind (§ 25 Abs. 1 PartG). Sie sind im Rechenschaftsbericht zu erwähnen (§ 24 Abs. 4 PartG), bei mehr als 10.000 Euro im Kalenderjahr ist eine namentliche Nennung des Zuwenders erforderlich und bei über 50.000 Euro ist eine unverzügliche Anzeige an den Bundestagspräsidenten zu erstatten (§ 25 Abs. 4 PartG). Soll dabei die Anonymität des Zuwenders gewahrt bleiben, ist dieses Dilemma die Grundlage für Spendenaffären. Die Spendenaffäre der Frankfurter SPD beispielsweise begann im Dezember 1972 mit einer Barspende über 200.000 DM eines libanesischen Kaufmanns, der daraufhin die Konzession zum Betrieb von Tiefgaragen auf dem Flughafen Frankfurt Main erhielt. Als CDU-Spendenaffäre ist im Jahre 1983 die Verbringung der Parteigelder auf Schweizer Konten bekannt geworden, ihre Überführung in das Vermögen der anonymen Zaunkönig-Stiftung und ihre fortlaufende Verheimlichung gegenüber der CDU Hessen. Dies stellte dem Bundesgerichtshof (BGH) zufolge eine Untreue gemäß § 266 StGB zum Nachteil des CDU-Landesverbandes dar, die erst mit der Rückführung der Gelder im Jahre 2000 beendet war. Der Vermögensnachteil lag nach Ansicht des BGH in einer konkreten Vermögensgefährdung, die durch Bildung einer „schwarzen Kasse“, „verbunden mit der Intention der Angeklagten, zwar im Interesse der Partei, letztlich aber nach eigenem Gutdünken hierüber zu verfügen“, eingetreten sei.
In der Privatwirtschaft werden aus schwarzen Kassen Schmiergeldzahlungen oder Kick-backs gezahlt. Beispielhaft ist die Siemens-Korruptionsaffäre, die im November 2006 begann. Im Geschäftsbereich der Siemens-Power Generation (SPG) existierte ein etabliertes System zur Zahlung von Bestechungsgeldern, wobei die hierfür vorgesehenen Mittel auf verborgenen Konten im Ausland lagen und in der offiziellen Buchhaltung des Geschäftsbereichs SPG keinen Niederschlag gefunden hatten. Im Rahmen der Akquirierung zweier Aufträge in den Jahren 1999 und 2000 veranlasste der Täter, dass an Funktionsträger des Auftraggebers Schmiergelder in Millionenhöhe überwiesen wurden, nachdem die SPG die Aufträge entsprechend vorher getroffener Absprachen erhalten hatte. Das Bundesverfassungsgericht (BVerfG) stellte klar, dass der Untreuetatbestand in seiner geltenden Fassung mit dem Bestimmtheitsgebot des Art. 103 Abs. 2 GG noch zu vereinbaren ist, denn er lässt ein Rechtsgut ebenso klar erkennen wie die besonderen Gefahren, vor denen der Gesetzgeber dieses mit Hilfe des Tatbestands schützen will.
Der BGH bejaht in ständiger Rechtsprechung bei Kick-back-Zahlungen die Erfüllung des Untreuetatbestands, wenn der Täter die Möglichkeit eines besonders vorteilhaften Vertragsabschlusses des Vermögensinhabers mit einem Dritten dadurch vereitelt, dass er sich von dem Dritten für den Fall des Vertragsschlusses eine Zuwendung versprechen lässt, die der Dritte aus dem vom Vermögensinhaber zu leistenden – entsprechend erhöhten – Entgelt bestreitet.

### Rechtsfolgen
Strafrechtlich sind schwarze Kassen ein Unterfall der Untreue (§ 266 Abs. 1 StGB). Schon das Entziehen und Vorenthalten erheblicher Vermögenswerte unter Einrichtung von verdeckten Kassen durch leitende Angestellte eines Unternehmens führt dem BGH zufolge zu einem endgültigen Nachteil im Sinne von § 266 Abs. 1 StGB; auf die Absicht, das Geld im wirtschaftlichen Interesse des Treugebers zu verwenden, kommt es nicht an. Mit der Untreue sind für Straftäter oft auch in Tateinheit die Straftaten der Vorteilsannahme (§ 331 StGB), Vorteilsgewährung (§ 333 StGB), die Bestechung von Amtsträgern (§ 334 StGB) und die Bestechung und Bestechlichkeit im geschäftlichen Verkehr (§ 299 StGB) sowie Steuerhinterziehung § 331 AO verbunden. Für Unternehmen sind als Sanktionen eine Geldbuße nach § 30 Abs. 1 OWiG sowie die Abschöpfung der Gewinne und Vorteile aus der rechtswidrigen Tat durch Verfall (§ 73a StGB) vorgesehen.
Die Verletzung der Haushaltsgrundsätze kann als „Haushaltsuntreue“ (ein Unterfall der Untreue) geahndet werden. Der BGH hatte 1997 allerdings klargestellt, dass es keinen Tatbestand der „Haushaltsuntreue“ gebe, der „alleine die Pflichtwidrigkeit haushaltswidriger Verfügungen mit Strafe bedroht.“ Der Verstoß gegen geltendes Haushaltsrecht oder die Haushaltsgrundsätze ist daher nicht ohne weiteres nach § 266 Abs. 1 StGB strafbar. Vielmehr ist zu beweisen, dass der öffentlichen Hand durch die pflichtwidrige Handlung ein Vermögensnachteil entstanden ist.

## Weitere Arten

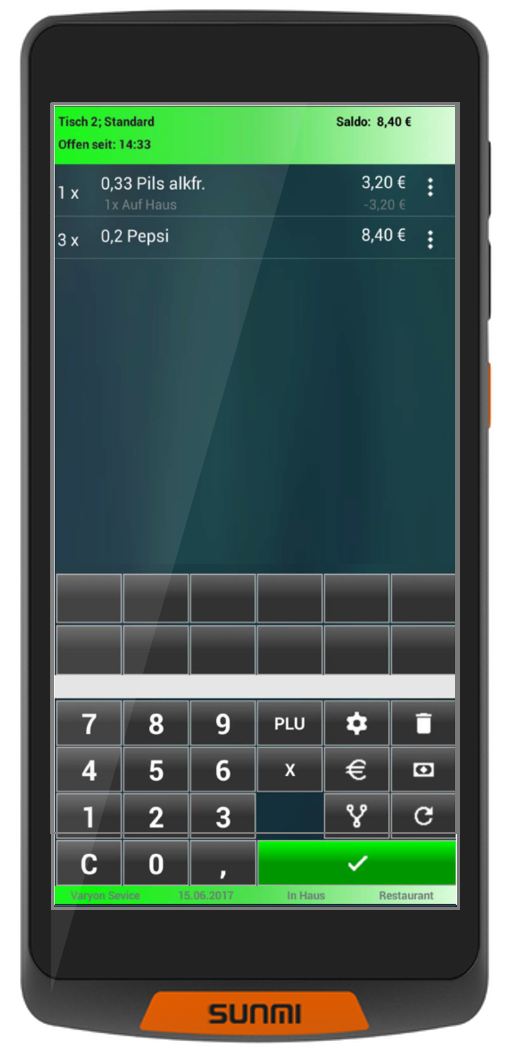
Mobile Gastronomie Kasse (AmadeusKasse) mit geöffnetem Tisch und vier bonnierten Getränken

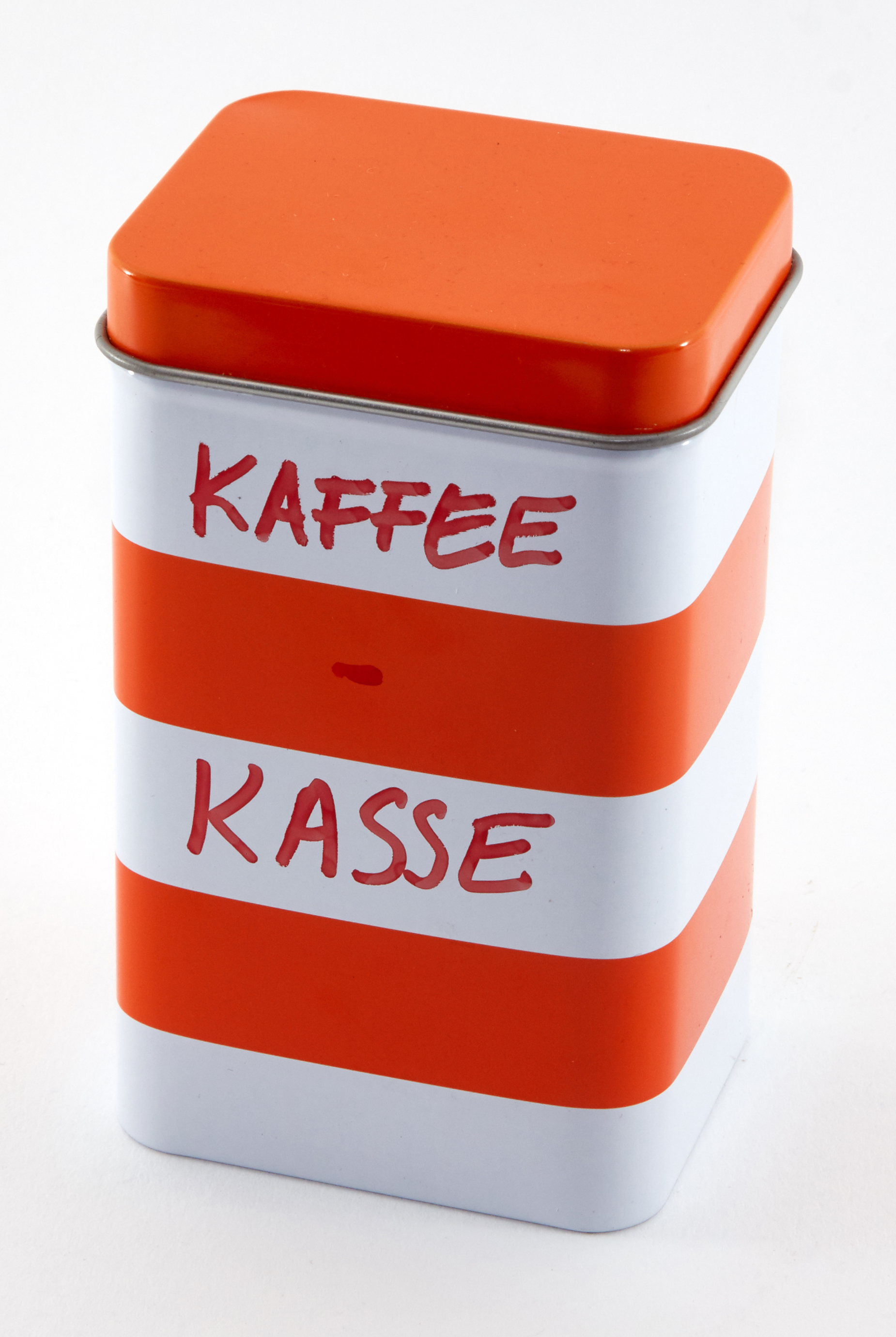
Kaffeekasse

Die vor allem in der Gastronomie eingesetzte mobile Kasse besitzt keinen Kassenbestand und ist daher dem Kassensystem zuzuordnen. Eine Handkasse ist eine Kasse im Unternehmen, die Geld für allgemeine kleinere Barausgaben bereithält. Geringfügige Beträge, die zunächst von Mitarbeitern bar bezahlt wurden, können aus der Handkasse erstattet werden. In ihrer Funktion erfüllt sie darüber hinaus häufig eine Pufferfunktion für geringfügige Anschaffungen, wie etwa Büromaterial; Geld wird als Vorkasse bar entnommen und quittiert. Der durch den Kauf entstandene Beleg ersetzt bzw. ergänzt die Auszahlungsquittung und wird durch die Buchhaltung kontiert. Die Portokasse ist eine Handkasse, die ausschließlich für Postgebühren vorgesehen ist und auch bereits erworbene Postwertzeichen/Freimachung enthalten kann. Da darin enthaltene Beträge eher klein sind, wurde diese Kasse generell zum Synonym für eine Kasse mit geringem Inhalt und findet Ausdruck in diversen Redensarten, unter anderem „Das zahlt jemand aus der Portokasse“: die Summe ist für den Schuldner eine Lappalie und von der Höhe unbedeutend. Aufgrund der modernen Formen der mechanischen und elektronischen Frankierung befindet sich die Portokasse in Unternehmen und Behörden auf dem Rückzug. Hand- und Portokassen werden über den betrieblichen Kassenbestand abgerechnet und gehören zum Betriebsvermögen.
Dagegen gibt es die Abteilungskasse, Geburtstagskasse oder Kaffeekasse für Privatausgaben der Belegschaft eines Unternehmens für Betriebsfeste, Geburtstagsgeschenke, Kaffee oder Ähnliches. Die Belegschaft zahlt in diese Gemeinschaftskasse nach bestimmten Modalitäten mit eigenem Bargeld ein. Auch Trinkgelder zufriedener Kunden wandern manchmal in diese Kasse, die zum gemeinschaftlichen Privatvermögen der Belegschaft gehört und die einen Kassenführer zur Verwaltung bestimmt.

## Kassen als Ämter
Bei Behörden gibt es Abteilungen, die zentral den Zahlungsverkehr für Steuern und Gebühren verwalten (Gemeindekasse, Kreiskasse), bei der Finanzverwaltung heißen sie Finanzkasse. Über die Bankverbindung eingehende Zahlungen ordnen sie dem im Bescheid vergebenen Kassenzeichen zu.
Diese teilen sich zumeist in zwei Aufgabengebiete auf, die Buchhaltung und die Vollstreckungsbehörde. In der Kasse als Buchhaltung wird der komplette Zahlungsverkehr der Verwaltung abgewickelt sowie die Einnahmen gebucht. Ferner werden von dort die Einhaltung von Fälligkeiten/Ratenzahlungen überwacht und ggf. das öffentlich-rechtliche Mahnverfahren abgewickelt. In den zumeist den Kassen angegliederten Vollstreckungsbehörden werden öffentlich-rechtliche Forderungen mit Zwangsmitteln beigetrieben bzw. für zivilrechtliche Forderungen das Mahnverfahren eingeleitet.
Diese Aufgaben werden bei Regiebetrieben der Verwaltungen (zum Beispiel Abfallwirtschaftsbetrieben) häufig von sogenannten Sonderkassen wahrgenommen. Deren Aufgabenspektrum unterscheidet sich je nach Einzelfall sehr stark. Sie nehmen jedoch zumeist für einzelne Ämter einer Verwaltung die Aufgaben der allgemeinen Kasse wahr. Darüber hinaus werden ihnen inzwischen häufig auch Aufgaben der Vollstreckungsbehörde übertragen. Diese Praxis hat sich bislang vor allem dort bewährt, wo die Trennung zwischen allgemeiner Verwaltung und Fachämtern besonders stark ausgeprägt ist, also dort, wo Aufgaben unter teilweise privatwirtschaftlichen Gesichtspunkten wahrgenommen werden.

## Volkswirtschaftslehre
In der volkswirtschaftlichen Geldnachfragetheorie steht die Kassenhaltung als Synonym für die Geldhaltung von Bargeld und Buchgeld im Besitz der Wirtschaftssubjekte.

## Kasse in der Umgangssprache
Das Wort Kasse kommt in Komposita wie Krankenkasse oder Sparkasse vor. Hierbei ist das Grundwort „Kasse“ lediglich für eine Institution gemeint, auch wenn bei der Sparkasse die Einzahlung von Ersparnissen in eine dort vorhandene echte Kasse geschichtlich für die Wortbildung überliefert ist. Umgangssprachliche Formulierungen wie „Kasse machen“ haben nichts mit der Kasse zu tun, sondern sollen signalisieren, dass jemand einen Gewinn realisiert oder eine Zahlung eingefordert hat.

## Sonstiges
Im Mittelalter und der Frühen Neuzeit gab es ein sogenanntes Kassengewölbe, wo hohe Geldbeträge gesichert wurden.